# Troxochrota
Troxochrota är ett släkte av spindlar som beskrevs av Kulczynski 1894. Troxochrota ingår i familjen täckvävarspindlar.
Kladogram enligt Catalogue of Life och Dyntaxa:
| Troxochrota | \| \| Troxochrota kashmirica \| \| \| \| \| \| strävdvärgspindel \| \| \| \| |
|             | \| \| Troxochrota kashmirica \| \| \| \| \| \| strävdvärgspindel \| \| \| \| |
|             | Troxochrota kashmirica                                                       |
|             |                                                                              |
|             | strävdvärgspindel                                                            |
|             |                                                                              |